# Хлеб наш насушни
„Хлеб наш насушни” је културно-уметничка и хуманитарна манифестација која се одржава 12. маја, од 2018. године у Манастиру Свети Архангел Гаврило у Пирковцу, у општини Сврљиг.
Манифестација је међународног карактера, а организатор манифестације је Удружење родитеља деце са сметњама у развоју „Заједно до светлости” и Центар за туризам, културу и спорт, а покровитељ је Општина Сврљиг.
Манифестација садржи изложбу обредних хлебова, славских и ситних колача из Србије, Македоније и Бугарске, као и културно-уметнички програм у виду наступа фолклорних група из Сврљига и околних градова.
Ово својеврсно дружење како мештана, тако и гостију из читавог региона, окупља велики број највреднијих домаћица, али и креативаца који поред укусних домаћих специјалитета и производа од теста, често на својим штандовима приказују традицију српског народа у оквиру народних ношљи и рукотворина домаће радиности.